# Sigambra magnuncus
Sigambra magnuncus är en ringmaskart som beskrevs av William Paterson och Glover 2000. Sigambra magnuncus ingår i släktet Sigambra och familjen Pilargidae. Inga underarter finns listade i Catalogue of Life.